# Ikariam
Ikariam är ett massivt onlinespel från Gameforge som går ut på att bygga en antik civilisation. Detta görs genom att bland annat bygga upp en stark flotta, armé och nya byggnader.
Genom att skapa allianser kan spelare knyta band med andra allianser i övärlden. Spelare kan även växa genom handel och plundring.
Det finns tre servrar, eller världar, i svenska Ikariam: Delta, Epsilon och Zeta.